# New Fish Creek
New Fish Creek är ett vattendrag i Kanada.   Det ligger i provinsen Alberta, i den centrala delen av landet, 3 100 km väster om huvudstaden Ottawa.
Omgivningarna runt New Fish Creek är en mosaik av jordbruksmark och naturlig växtlighet. Trakten runt New Fish Creek är nära nog obefolkad, med mindre än två invånare per kvadratkilometer.